# Matthijs de Castelein
Matthijs de Castelein, né à Pamele près d'Audenarde en 1485-1486 et décédé dans le même village en avril 1550, est un prêtre, notaire apostolique, rhétoricien et poète des Pays-Bas méridionaux

## Biographie
Matthijs, le fils d'Arend Jacobszoon, devint prêtre en 1508 et notaire apostolique à Audenarde en 1530.  En outre, il était diacre de l'église paroissiale de Pamele et chapelain de la guilde de sainte Barbe et de celle du Saint-Sacrement.
Ce rhétoricien éminent avait comme devise, avec une allusion à la phrase latine « respice finem » (=songez au résultat), « Wacht wel tslot, Castelein », et était facteur (ou poète en titre) des chambres de rhétorique Pax Vobis et De Kersauwe. 
Le magistrat de sa ville natale avait souvent recours à ses services pour les processions et les célébrations nécessitant un encadrement artistique, mais sa renommée et son influence en tant que poète et professeur de poésie s'étendaient sur tous les Pays-Bas, même longtemps après sa mort. 
Le recueil de poèmes lyriques Diversche liedekens comprend des chansons amoureuses qui, malgré leur caractère stéréotypé et conventionnel, ne sont pas entièrement dissociées du fait biographique que De Castelein devint, vers 1520, père d'un fils bâtard, Abraham.  En 1547, ce fils ayant atteint l'âge de 28 ans, il lui acheta une rente viagère ; plus tard, ce fils, qui mettra en vers l'épitaphe de son père, fut associé à l'édition des œuvres de son père.
Son érudition, qui lui valut à l'époque le nom d'« excellent poète moderne », est reflétée dans son œuvre majeure, De const van Rhetoriken, achevée en 1548 et imprimée en 1555, dans laquelle De Castelein a besoin de 239 vers pour expliquer et illustrer aux débutants et amateurs (« ancommers ende beminders ») de l'art de la rhétorique, par des exemples puisés dans ses propres œuvres, les techniques et les couplets poétiques les plus usités.
Le portrait gravé sur bois de De Castelein figure comme vignette sur certaines pages de titre des éditions ultérieures, sorties des presses rotterdamoises : il y est représenté en costume laïque avec une barbe, une moustache et une couronne de laurier autour de la tête.  Sur les pages de titre de ses œuvres, on l'appelle un prêtre et un excellent poète moderne.

## Œuvre

### Attributions douteuses et œuvres perdues
De Castelein prétend avoir écrit un grand nombre d'œuvres dramatiques, dont 36 « esbattements » (genre de farces), 38 jeux de table, 12 moralités et 30 jeux de char (voir Const van Rhetoriken, strophes 13 et 212). 
Seulement deux pièces conservées peuvent être attribuées à De Castelein.  La première est l’Historye van Pyramus ende Thisbe (L'Histoire de Pyrame et Thisbé), l'autre est la moralité d'Audenarde, composée pour la fête des rhétoriciens de 1539 à Gand.  Cette dernière pièce, représentée par la chambre Pax Vobis, est insérée dans le recueil Spelen van sinne, qui contient les moralités représentées au concours de 1539.  Il n'est pas exclu qu'il soit l'auteur de la pièce, mais cette supposition est généralement fondée sur l'argument insoutenable qu'un tel jeu aurait dû être écrit par le facteur de la chambre .  
Tout comme le refrain « op die Dronckaerts » (« sur les ivrognes »), les trois refrains composés pour la compétition de 1539 à Gand sont, selon toute vraisemblance, de la main de De Castelein (le refrain comique, ou « in 't zot », est inclus comme exemple dans son Const, bien que cette insertion ne prouve pas nécessairement que le morceau soit de sa main).
De nombreuses chansons auraient déjà été imprimées de son vivant, au moins en partie car, dans sa théorie (Const 174), il recommande à ses élèves la lecture de ses propres « liedekins boucxkin ».  
En outre, il mentionne trois de ses jeux, notamment ’t Vonnesse van Paris van Trooyen (Le Jugement de Pâris de Troie), ainsi que Pieters legende (Légende de Pierre) et Bloedsturtijnghe (Versement de sang), représentés par la chambre Pax Vobis pendant la période de Pâques de 1524, grâce à une subvention accordée par la ville d'Audenarde.  
Sans aucun doute, De Castelein a repris plusieurs petits morceaux de son cru dans les exemples de différentes formes de poésie qu'il donne dans le Const van Rhetoriken, entre autres le Sermoen van Sente Reinhuut, un sermon parodique sur le saint des buveurs. 
De Castelein est un personnage typique du début du XVIe siècle, un clerc mondain, mais avant tout un artiste.  Lorsqu'il chante les joies et les tristesses du bar et de l'amour, il puise dans ses propres souvenirs.  En plus, en tant que poète officiel, il chante les victoires de Charles Quint et la naissance du futur roi Philippe II.

### Histoire de Pyrame et de Thisbé
Si l’Historye van Pyramus en Thisbe, une dramatisation romantique et sentimentale d'un récit qui trouve son origine dans les Métamorphoses d'Ovide, mais qui a été adapté ici de la Bible des poètes (première édition anonyme vers 1540), est conclue par une interprétation spirituelle, elle n'appartient tout de même pas intégralement à la poésie dévotionnelle.  

### Ballades de Tournai
Après la conquête de Tournai, ville judicieusement arrachée à la couronne française par Charles Quint le 30 novembre 1521, De Castelein écrit les Baladen van Doornijcke (Ballades de Tournai ), dont l'édition la plus ancienne date de 1571.  Tout d'abord, l'auteur donne l'histoire de la ville, glorifiant la victoire de Charles et exhortant le roi français à se résigner pacifiquement à la défaite, alors qu'il noircit les Tournaisiens dans la deuxième partie de son ouvrage, qui ne figure pas dans toutes les éditions.  Il donne de nombreux exemples et motifs classiques, mythologiques, bibliques et astrologiques.  

### L'art de la rhétorique

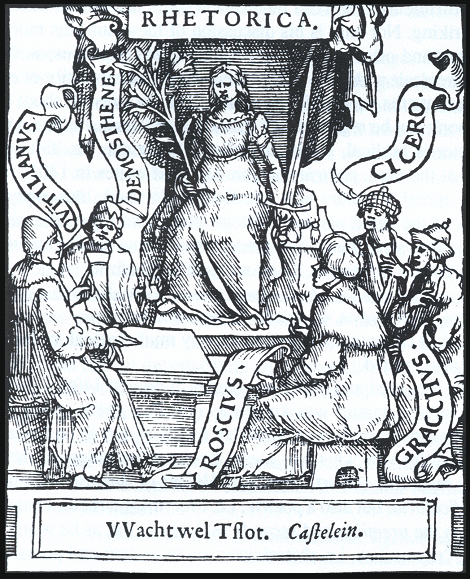
Gravure représentant la figure allégorique de la Rhétorique, entourée de Quintilien, de Démosthène, de Cicéron, de Roscius et de Gracques, identifiables grâce à leurs noms inscrits sur les banderoles. La cartouche sous l'image porte la devise de l'auteur, VVacht wel Tslot, et son nom, Castelein ; illustration tirée de l'édition de 1555 (la plus ancienne que l'on connaisse) du Const van Rhetoriken, ouvrage écrit en 1548 par le rhétoricien d'Audenarde Matthijs de Castelein

Son ouvrage le plus caractéristique de l'esprit de l'époque et de ses propres capacités est le Const van Rhetoriken, son œuvre majeure, écrite ou achevée en 1548, dans laquelle il chante la dignité de la poésie et par laquelle il fixe les règles de la pratique de celle-ci dans une langue fine, qui toutefois se fait difficilement apprécier de nos jours et qui est même souvent difficile à comprendre.  C'est en tant que poète éminent, possédant une longue expérience en la matière, et certainement aussi comme homme d'éducation classique qu'il se voit appelé à écrire un poème didactique et de louange aussi large.  Ses règles comprennent principalement des exigences de forme, de beauté et d'éloquence, en particulier de la rime.  Après « l'art pour la vérité » de Jan van Boendale, de Const van Rhetoriken prêche clairement « l'art pour l'art », ou du moins celui de la « belle forme ».   	
À part de se faire influencer par la tradition rhétoricienne des Pays-Bas méridionaux, dans ses considérations sur la technique de mise en rime, Castelein s'est surtout laissé guider par l'Art de Rhétorique (entre 1482 et 1492) de Jean Molinet ; pourtant, son traitement de ces sujets est non seulement plus élaboré que celui de Molinet, mais aussi traite-t-il souvent, et de façon plus critique, une problématique plus actuelle, comme celle du purisme linguistique.  Un bien plus large éventail d'exemples est offert afin d'illustrer les différentes formes et strophes.  Pour la plus grande partie, les sujets empruntent à la Bible, à la mythologie et à l'histoire, c'est-à-dire à la fiction ou à la « poetrie »  [sic], comme on l'appelle à l'époque.
En outre, ses idées sur la rhétorique sont, pour une bonne partie tributaires des classiques : notamment Quintilien, mais aussi Cicéron et Horace.  En effet, il croit connaître les classiques ; dans la rhétorique de son époque, il voit la continuation directe de la rhétorique et de la poésie anciennes.  Tout au long de son ouvrage, il appelle les poètes et orateurs romains des prédécesseurs et des maîtres.  Il traduit quelquefois du latin.  Aussi écrit-il lui-même des vers latins.  Il connaît les mètres classiques et tente à les clarifier à ses élèves par des exemples en néerlandais.  Les passages de Quintilien sont extraits du livre VIII sur l'éloquence, du livre XI sur la prononciation et des livres I, II et XII sur l'éducation et la personnalité de l'orateur, tandis que les passages de De oratore de Cicéron sont empruntés aux livres II et III sur les mêmes sujets.  À l’Ars Poetica d'Horace, il emprunte principalement des passages sur le travail que le poète investit dans ses œuvres, ainsi que quelques réflexions sur la question du décorum.  
Il condamne lui-même les nombreuses habiletés poétiques et le bricolage littéraire, dont il a souvent été accusé, comme des subtilités sans importance.  Si, pour énumérer et expliquer les différentes possibilités de versification, il s'appuie principalement sur l'ouvrage en prose de Jean Molinet, que l'on vient de mentionner, et qui traite le même sujet, il diffère du jugement de son modèle français : de ses prises de positions les plus notables, beaucoup n'ont certainement pas été empruntées à celui-ci.  Ainsi, l'importante déclaration sur la longueur des vers ne correspond pas à la déclaration de Vives et est également fondée sur une observation des classiques, bien qu'elle soit appliquée de façon erronée. 
C'est surtout sa connaissance des classiques qui a fait accorder à son manuel une grande autorité pour une période de longue durée, dont témoignent six réimpressions entre 1571 et 1616.

### Différentes chansons
Les Diversche liedekens (Différentes chansons), dont la première édition connue date de 1573, comprennent, hormis six chansons historiques et une chanson sur les Sept Douleurs de la Sainte Vierge Marie, surtout des textes amoureux (24).  Sans doute, le poète a inventé lui-même la plupart des mélodies de ce recueil, car elles ne figurent dans aucune autre source de mélodies de cette période : elles se caractérisent par une certaine uniformité de style musical, et plusieurs d'entre elles évoquent des associations polyphoniques, surtout dans les cadences.

## Influence
L'influence des règles établies par Castelein dans son Const van Rhetoriken devient aussi très sensible aux Pays-Bas septentrionaux, et cela non seulement dans les chambres de rhétorique, évoluées vers des sociétés villageoises, mais aussi, au XVIe siècle, chez ceux qui sont considérés comme les initiateurs de l'essor linguistique : surtout Coornhert et l'écrivain (sans doute Spiegel) du Twe-spraack van de Nederduitsche Letterkunst (1584).
En qualité de leur modèle souvent mal compris, De Castelein partage le mépris croissant pour les rhétoriciens paysans, et il devient un objet de dérision.  Son influence apparaît encore dans la poésie des régions rurales des XVIIe et XVIIIe siècles, notamment dans des vers de circonstance, des inscriptions ou des invitations rimées de taverniers.  Il est remarquable que quelques-uns des exemples du Const trouvent, sous leurs noms d'origine Ricquerakque et Kokorullen, une place dans le célèbre recueil Koddige en ernstige Opschriften, incorporés dans l'édition de 1731 (page 126 et suivantes). 

## Publications
- (nl) (Historye van) Pyramus ende Thisbe, pièce écrite vers 1515, publiée en 1573 à Gand ;
- (nl) De baladen van Doornijcke, ballades écrites en 1521-1522, publiées en 1571 à Gand ;
- (nl) De const van Rhetoriken, 1548 ; première publication (posthume) connue de 1555, à Gand
- (nl) Diversche liedekens, chansons publiées en 1573-1574 à Gand, chez Ghileyn Manilius.

### Discographie posthume
- (nl) Ramakers, Bart.  Conformisten en rebellen: Rederijkerscultuur in de Nederlanden (1400-1650), Amsterdam University Press, 2003 ; livre + CD, contenant deux chansons de Matthijs de Castelein, Rijc God hoe moet ick treuren (Grand Dieu, que suis-je affligé !) et Ik vrijdd' een vroukin alsoo fijn (Je fis la cour à une belle femme), exécutées par l'ensemble de musique ancienne Camerata Trajectina.  Les paroles des chansons se trouvent sur les pages 319-320 du livre.